# 8.º Jamboree Mundial Escoteiro
O 8.º Jamboree Mundial Escoteiro foi realizado em agosto de 1955 e foi organizado pelo Canadá em Niagara-on-the-Lake, Ontário. O Jamboree viu a introdução do Distintivo de Membro Mundial, que ainda é usado nos uniformes dos escoteiros em todo o mundo.
Este foi o primeiro Jamboree Mundial realizado no hemisfério ocidental e o primeiro fora da Europa . Assim o tema do acampamento foi New Horizons (Novos Horizontes), já que seria o primeiro de muitos jamborees feitos fora do continente europeu.
O cenário era um parque ondulado em Commons do Fort George National Historic Site . Mais de 11.000 escoteiros de 71 países e colônias participaram deste encontro, que foi notável pelo número de contingentes de escoteiros que cruzaram o Atlântico de avião para participar - 1.000 somente da Grã-Bretanha.
Existem algumas histórias incríveis sobre os esforços feitos pelos escoteiros para participar do Jamboree, com o contingente da Nova Zelândia saindo quatro meses antes do evento e viajando mais de 30.000 milhas no caminho. Também havia três escoteiros brasileiros que chegaram depois de viajar de jipe de sua cidade natal.
Três dias antes da inauguração do Jamboree, uma violenta tempestade com a força de um furacão (a cauda do furacão Connie ) soprou sobre o acampamento por quase 24 horas, achatando muito do trabalho que os voluntários e profissionais passaram seis semanas preparando. Um apelo foi feito a todos os membros do conselho distrital, comunidades e empresas para voluntários para colocar o acampamento em forma. The Coca-Cola Company fechou todas as suas fábricas e enviou seus funcionários para ajudar na reconstrução. O acampamento estava quase de volta ao seu estado original em três dias, pronto para a inauguração.
Jackson Dodds, o Chefe do Campo Jamboree, Vincent Massey, Governador-Geral e Escoteiro Chefe do Canadá, Lady Baden Powell e Lord Rowallan, Escoteiro Chefe da Comunidade Britânica e do Império, compareceram às cerimônias de abertura.
O 50.º aniversário do Jamboree foi celebrado em setembro de 2005, quando uma placa comemorativa do evento foi descerrada. A Comissão de Parques do Niágara também plantou um carvalho memorial.